# Kentroleuca dukinfieldi
Kentroleuca dukinfieldi is een vlinder uit de familie nachtpauwogen (Saturniidae), onderfamilie Hemileucinae.
De wetenschappelijke naam van de soort is voor het eerst geldig gepubliceerd door Schaus in 1894.